# Księżomierz-Kolonia
Księżomierz-Kolonia – kolonia w Polsce położona w województwie lubelskim, w powiecie kraśnickim, w gminie Gościeradów.
W latach 1975–1998 miejscowość administracyjnie należała do województwa tarnobrzeskiego.
Wieś stanowi sołectwo gminy Gościeradów. Według Narodowego Spisu Powszechnego (III 2011 r.) wieś liczyła 178 mieszkańców. 